# 平生三郎
平生 三郎（ひらお さぶろう、1911年2月11日 - 1973年3月18日）は、日本の元ラグビー選手。東洋紡績元副社長。 

## プロフィール
- 兵庫県出身。
- ラグビーのポジションはセンター (CTB)。
- 日本代表キャップは2。
- 平生釟三郎の三男。

## 来歴
旧制・甲南高等学校を経て、京都帝国大学に進学、ラグビー部所属。1928年度の東西学生ラグビーフットボール対抗王座決定戦で優勝を経験。1932年のカナダ代表来日試合で、2試合とも柯子彰とコンビを組み、2試合の勝利に貢献した。
その後、呉羽紡績（以下、呉羽紡）に入社。1955年、エルサルバドルの実業家アンドレス・モリンスと手を組み、初の海外進出工場を実現させたが、これは第二次世界大戦後における日本企業初の海外進出工場であるとともに、当時、エルサルバドルには日本大使館すらなかったことから、画期的な事業展開であった。その後、呉羽紡は経営不振が原因で東洋紡に吸収合併されたため、エルサルバドルの工場はユサ社となった。
1973年3月18日、東洋紡ブラジルへの出張の帰路、エルサルバドルに向かう途中に急逝。62歳没。その直後、当時の東洋紡会長・伊藤恭一は、エルサルバドルに50万ドルの寄付を行った。これを受けてエルサルバドルでは、首都であるサンサルバドル市内に、当人のこれまでの功績及び尽力を讃え、日本庭園や植物園を持つ約5万m²の『サブロー・ヒラオ公園』を建設した。　　